# Edraianthus sutjeskae
Edraianthus sutjeskae là loài thực vật có hoa trong họ Hoa chuông. Loài này được Lakuic mô tả khoa học đầu tiên năm 1973 publ. 1974.